# Tânia Carvalho
Tânia Carvalho (1976) is een Portugese choreograaf, die zich ook bezig houdt met andere artistieke gebieden zoals muziek, tekenkunst en film.

## Biografie
Carvalho werd geboren in Viana do Castelo in Portugal. Op vijfjarige leeftijd begint ze klassieke danslessen te volgen. Vanaf haar veertiende schakelt ze over naar hedendaagse danslessen. In 1994 gaat ze beeldende kunst studeren aan de Escola Superior de Arte e Design, in Caldas da Rainha. Tussen '95 en '97 gaat ze naar de Escola Superior de Dança in Lissabon. In '99 volgt ze een cursus hedendaagse dans aan het Fórum Dança in Lissabon en in 2005 een cursus choreografie aan de Fundação Calouste Gulbenkian. Daarnaast krijgt ze privé pianolessen en muzikale training van João Aleixo, Diogo Alvim en Yuri Popov (tussen 2007 en 2013). Sinds 2018 leert ze de erhu, ook gekend als "de Chinese viool", bespelen bij Cheong Li.
Ze vernoemt haar eerste creatie La-la-lalala, naar het ritme dat ze in haar hoofd zingt terwijl ze in stilte danst. In 1997 debuteert ze met de voorstelling Mulher à beira de um contrabaixo.
In 1997 richt ze met een paar collega's en vrienden het collectief Bomba Suicida op. De naam wordt bedacht door acteur Filipe Viegas, die verklaart dat "artiesten als terroristen moeten zijn en plaatsen binnenvallen met kunst, maar als er iets ontploft, moeten er snoepjes in 't rond vliegen." Ze blijft met dit collectief werken tot 2014. In 2015 richt ze haar eigen productiemaatschappij op.
In 2002 staat het collectief met New Tan, een choreografie van Carvalho, in Theater Kikker in Utrecht.
Carvalho creëerde voorstellingen voor oa. Ballet de l’Opéra de Lyon (Xylographie), Company of Elders van theater Sadler's Wells in Londen (I Walk, You Sing), Nationaal Ballet van Portugal (S) en Ballet National de Marseille (One Of Four Periods In Time, Ellipsis).
In 2018 regisseert ze haar eerste dansfilm: A Bag and a Stone - dance piece for screen, met muziek van Diogo Alvin.
Datzelfde jaar maakt ze de voorstelling Onironauta, waarbij ze zelf zeven dansers live begeleidt op de piano. In een interview verklaart ze de titel: "Een oneironaut is iemand die lucide dromen heeft, en die in zekere zin in staat is ze te beheersen. ... Het ensceneren van toneelstukken is niet anders.” Met deze voorstelling komt ze in 2023 voor de eerste keer naar België, naar kunstencentrum De Singel in Antwerpen.
Ook in 2018 wordt ze in haar thuisland gevierd met de Tânia Carvalho Cycle, die opgevoerd wordt in Teatro Maria Matos en Teatro São Luiz, met het Nationale Ballet van Portugal.
In 2021 wordt ze samen met Lucinda Childs, Lasseindra Ninja en Oona Doherty door het collectief (LA)Horde uitgenodigd om een choreografie te ontwikkelen voor Ballet National de Marseille.
Met muzikant en performer Matthieu Ehrlacher vormt ze in 2021 het duo Papillons d’éternité, waarmee ze verschillende stukken maakt: Concerto, Greta Oto en LYROPTERYX APPOLLONIA.
Datzelfde jaar werkt ze als regisseur voor een voorstelling over het personage Bianca Castafiore, bekend uit de stripverhalen van Kuifje van Hergé, voor de Calouste Gulbenkian Foundation waar ze in 2005 studeerde.
Théâtre de la Ville in Parijs brengt haar werk in 2022 onder de aandacht met het programma Une Journée avec Tânia Carvalho en vertoont verschillende van haar voorstellingen, waaronder Onironauta, Xylographie / As If I Could Stay There Forever / One of Four Periods in Time (Ellipsis), Blasons / Doesdicons, S en de solodans Grasped by Intuition.
In 2023 gaat haar creatie Versa-Vice in première. Deze titel verklaart ze als volgt: "Als ik een toneelstuk maak, zeg ik: 'Het stuk gaat over dit en dat...'. Maar het kan ook over het tegenovergestelde gaan. Of over iets anders dat er is, voor één seconde, terwijl je ziet, hoort, danst, onthoudt..." Deze voorstelling wordt in juli 2023 vertoond bij Internationaal Theater Amsterdam, waar men het heeft over "een mix van commedia dell’arte, romantiek, expressionisme, stomme film, mime en hedendaagse dans.

## Creaties

### Als choreograaf
- Mulher à beira de um contrabaixo (1997)
- A corte (2000)
- Inicialmente Previsto (2000)
- New Tan (2001)
- Um privilégio característico (2002)
- Direcção Oposta (2003)
- O melhor delas todas (2003)
- Os segredos do meu dormir em Nottingham (2004)
- Como se pudesse ficar ali para sempre (2005)
- Explodir em Silêncio Nunca Chega a ser Perturbador (2005)[31]
- I Walk, You Sing (2006)
- Orquéstica (2006)[32]
- Uma lentidão que parece uma velocidade (2007)
- Barulhada (2007)
- De mim não posso fugir, paciência! (2008)[33]
- Danza Ricercata (2008)[34]
- Der Mann ist Verrückt (2009)[35]
- Olhos Caídos (2010)[36]
- Icosahedron (2011)[37]
- 27 Ossos (2012)[38]
- O Reversos das Palavras (2013)
- Coral (2013)[39]
- Síncopa (2013)
- Weaving Chaos (2014)
- Xylografie (2016)[40]
- Glimpse - 5 Room Puzzle (2016)[41]
- Grasped By Intuition (2017)[42]
- Doesdicon (2017)[43]
- S (2018)[44]
- Muiças (2019)[45]
- Onironauta (2020)[46]
- one of four periods in time (2021)[47]
- Young Dancers Project (2021)[48]
- Por Baixo de Mão (2021) [49]
- Versa-Vice (2023)[50]

### Muziek
- Madmud (2007)
- duploc baruline (2019)[51]
- Papillons d'éternité (2021)[52]

### Beeldende kunst
- Toledo (2017)[53][54]

### Film
- A Bag and a Stone - dance piece for screen (2018)[55][56]

## Onderscheidingen
- 2000 - Programa Jovens Criadores award voor Inicialmente Previsto.
- 2012 - Prijs voor "beste choreografie" van Sociedade Portuguesa de Autores, voor Icosahedron.[57]
- 2019 - Ereburgerschap in haar geboortestad Viana do Castelo.[58]
- 2021 - Prijs voor "beste choreografie" van Sociedade Portuguesa de Autores, voor Onironauta.[59]

## Externe Links
- Officiële website